# Güferhorn
Güferhorn – szczyt w Alpach Lepontyńskich, części Alp Zachodnich. Leży w Szwajcarii w kantonie Gryzonia, blisko granicy z Włochami. Należy do podgrupy Adula. Można go zdobyć ze schroniska Läntahütte (2090 m).